# Adaílton Martins Bolzan
Adaílton Martins Bolzan (Santiago, Brasil, 24 de enero de 1977) conocido como Adaílton es un exfutbolista internacional brasileño que jugaba como delantero. Jugó cerca de 16 años en Europa, su último club fue el Juventude de su país.

## Clubes
| Club                | País    | Año       |
| ------------------- | ------- | --------- |
| Juventude           | Brasil  | 1994-1996 |
| Guarani             | Brasil  | 1997      |
| Parma               | Italia  | 1997-1998 |
| Paris Saint-Germain | Francia | 1998-1999 |
| Hellas Verona       | Italia  | 1999-2006 |
| Génova              | Italia  | 2006-2007 |
| Bologna             | Italia  | 2007-2010 |
| FC Vaslui           | Rumania | 2010-2012 |
| Juventude           | Brasil  | 2013      |

## Trayectoria
Adailton comenzó su carrera en 1994 a los 17 años en el club Juventude de Brasil, donde jugó 35 partidos y anotó 15 goles, para después en 1997 pasar una corta temporada en el Guarani. Luego de su gran actuación en Copa Mundial de Fútbol Juvenil de 1997 en Malasia, donde fue el goleador del torneo con 10 tantos, grandes clubes europeos pugnaban por contratar al flamante crack brasileño. 
Debutó en la Serie A de Italia el 21 de septiembre de 1997 con el Parma, en un partido contra el Piacenza Calcio. No tuvo mucha continuidad, pues cuando llegó, los delanteros titulares eran jugadores de la talla de Hernán Crespo, Faustino Asprilla y disputando con ellos Enrico Chiesa, así que para tener continuidad fue cedido al Paris Saint-Germain de Francia donde solo jugó 19 partidos, pero anotó una buena suma: 12 goles, pero las lesiones le impedían rendir y jugar más tiempo. 
Regresó a Italia en 1999 jugando para el Hellas Verona, allí sí apareció el Adailton crack, jugando 7 temporadas, anotando 50 goles y convirtiéndose en uno de los referentes del club. Aquí en las últimas temporadas jugó un poco más retrasado que los delanteros, como un volante enganche con gol y pase gol. Luego en el 2006 jugó para el Génova en segunda: la serie B, donde ese mismo año, hizo un gran campaña jugando 38 partidos y anotando 16 goles, retornando el Génova a la Serie A. 
En el 2007 volvió a jugar la serie B esta vez para el descendido desde el 2005 Bologna, que armó un gran equipo para ascender, logrando el ascenso a la serie A en la temporada 2007-2008, en gran campaña de Adailton, luego del ascenso jugó la serie A dos temporadas más con el Bologna, donde en total estuvo 3 años, jugó 87 partidos y anotó 37 goles hasta el 2010. Luego juega para el FC Vaslui de la primera división rumana, del 2010 a fines del 2012, jugando 59 partidos y anotando 24 goles. 
En el 2013 a los 36 años y luego de 16 años en Europa, retornó al club que lo vio nacer, a su casa el Juventude que juega en la serie C del fútbol brasileño.

## Carrera internacional
Adaílton fue el máximo goleador y ganador de la bota de Oro Adidas en la Copa Mundial de Fútbol Juvenil de 1997 en Malasia, con 10 goles.

## Palmarés

### Distinciones individuales
| Distinción                    | Año  |
| ----------------------------- | ---- |
| Bota de oro en Mundial Sub-20 | 1997 |